# پیمان بابایی
پیمان بابائی علی بیک کندی (زاده ۲۳ آذر ۱۳۷۳ در ورزقان)، معروف به پیمان بابایی بازیکن فوتبال اهل ایران است که در پست مهاجم برای باشگاه فوتبال گل‌گهر سیرجان در لیگ برتر خلیج فارس بازی می‌کند.

## عملکرد باشگاهی
پیمان بابایی فوتبال خود را از آکادمی تراکتور شروع کرد و توانست به تیم بزرگسالان این باشگاه راه بیابد اما در ادامه به علت استفاده از ماده‌ی ممنوعه از گروه استروییدی، به مدت دوسال از فعالیت های رسمی مرتبط با فوتبال محروم شد که این محرومیت در ادامه به یک سال کاهش یافت.

### گسترش فولاد
پیمان بابایی در ۱۴ آذر ۱۳۹۵ پس از گذراندن دوران محرومیت خود با قراردادی یکساله به گسترش فولاد پیوست و طی ۲۷ بازی ۸ گل برای تیم گسترش فولاد به‌ثمر رساند.

### ماشین‌سازی تبریز
پس از جابه‌جایی بازیکنان دو تیم تبریزی، بابایی از گسترش فولاد به ماشین‌سازی منتقل شد و در طول ۸ مسابقه ۳ گل زد.

### سومقاییت
پیمان بابایی در  ۲۵ دی ۱۳۹۷ با قراردادی قرضی و یکساله به سومقاییت در لیگ برتر فوتبال جمهوری آذربایجان پیوست و در طول یک فصل حضور در سومقاییت در ۱۹ بازی ۷ گل زد و آقای گل لیگ آذربایجان شد.

### بازگشت به ماشین‌سازی
پیمان بابایی که به صورت قرضی از ماشین‌سازی راهی سومقاییت شده بود پس از یک فصل جدایی به ماشین‌سازی بازگشت البته پس از نیم‌فصل حضور، از این تیم جدا شد.

### تراکتور
پیمان بابایی در تاریخ ۴ اسفند ۱۳۹۹ به تراکتور پیوست. او در طول حضورش در تراکتور، ۳۶ بازی در لیگ برتر انجام داد و ۷ گل زد.

### استقلال
پیمان بابایی در تاریخ ۱۸ تیر ۱۴۰۱ با قراردادی دوساله به استقلال پیوست و شاگرد ریکاردو ساپینتو شد. وی در هفته ششم لیگ برتر فوتبال ایران ۰۲–۱۴۰۱ در بازی مقابل نساجی مازندران توانست اولین گل خود را با پیراهن این تیم به ثمر برساند.
وی در دومین فصل حضورش در استقلال که با سرمربیگری جواد نکونام همراه بود پیراهن شماره ۱۰ را تن کرد.

## افتخارات

### باشگاهی

#### تراکتور
- قهرمانی جام حذفی فوتبال ایران: ۹۳–۱۳۹۲[۱۹]

#### استقلال
- قهرمانی سوپر جام فوتبال ایران: ۱۴۰۱[۲۰]
- نایب قهرمانی لیگ برتر (۱): ۰۳–۱۴۰۲

### فردی
- آقای گل لیگ برتر فوتبال آذربایجان به همراه سومقاییت (۷ گل)[۲۱]